# MACHO 80.7443.1718
MACHO 80.7443.1718은 황새치 자리의 대마젤란 은하 내의 LH 58 성협에 있는 이중성이다.

## 발견 및 역사
1994년에 발견된 약 800개의 별 중 처음으로 확인되었다.

## 질량 및 구성원
질량은 35 M☉ 이며, 동반성이 있는 청색 초거성이다. 동반성과 주성의 결합 질량은 약 50 M☉ 입니다.

## 추정되는 분광형
약 15 M☉ 의 질량을 가지는 것으로 보아 O형 주계열성일 가능성이 높다.

## 밝기 변화
궤도 주기의 25번째와 41번째 고조파 에서 강한 궤도 공명 으로 인해 약 40%의 밝기 변화를 보이며, 때때로는 조석 공명으로 인해 약 10 %의 변화를 보인다. 이것은 또한 HD 5980 AB 다음으로 알려진 두 번째로 거대한 항성계 이다.

## 불안정한 파동
근일점에서의 조석 상호 작용은 높이 2.7백만 마일 (4.3×106 km) 로 불안정한 파동을 가지는 것으로 추정된다.

## 질량 이동으로 인한 궤도 감소
질량이 동반성에서 주성으로 이동함에 따라 항성계의 궤도는 천천히 감소하고 있으며, 이로 인해 하버드-스미소니언 천체 물리학 센터 의 천체 물리학자 Abraham Loeb 와 Morgan MacLeod는 MACHO를 설명하며, 이 별을 "상심의 별"으로 불렀다.

## 질량 및 물질 이동과초신성 폭발
Jayasinghe et al. (2021) 논문에 따르면, 주성이 동반성에 질량을 축적하여 질량을 24 M☉ 까지 부풀릴 것이라고 예측했습니다. 주성은 결국 초신성 폭발을 일으켜 약 8 M☉ 의 블랙홀이 된다. 하지만 폭발은 2차적인 폭발을 일으킬 만큼 강하지 않을 것입니다. 만일 2차 폭발이 생긴다면, 2차 폭발은 12 M☉ 될 것이다. 중성자별 잔해가 될 확률은 극히 적다.

## 같이 보기
- 항성 진화
- 대마젤란 은하
- 초신성